# Coppa panamericana maschile under 23 di pallavolo 2012
La Coppa panamericana maschile under 23 di pallavolo 2012, 1ª edizione dell'omonima competizione maschile di pallavolo, si è svolta dal 25 al 30 settembre 2012 a Langley, in Canada: al torneo hanno partecipato cinque squadre nazionali Under-23 nordamericane e sudamericane e la vittoria finale è andata per la prima volta al Brasile.

## Impianti
|                                                                            |  |  |
|                                                                            |  |  |
| Langley Events Centre Città: Langley Capienza: 5 276 Anno d'apertura: 2009 |  |  |

## Regolamento

### Formula
Le squadre hanno disputato una prima fase a gironi con formula del girone all'italiana; al termine della prima fase:
- Le prime due classificate hanno acceduto alla finale.
- La terza e la quarta classificata hanno acceduto alla finale per il terzo posto.

### Criteri di classifica
Se il risultato finale è stato di 3-0 sono stati assegnati 5 punti alla squadra vincente e 0 a quella sconfitta, se il risultato finale è stato di 3-1 sono stati assegnati 4 punti alla squadra vincente e 1 a quella sconfitta, se il risultato finale è stato di 3-2 sono stati assegnati 3 punti alla squadra vincente e 2 a quella sconfitta.
L'ordine del posizionamento in classifica è stato definito in base a:
- Numero di partite vinte;
- Punti;
- Ratio dei set vinti/persi;
- Ratio dei punti realizzati/subiti;
- Risultati degli scontri diretti.

## Squadre partecipanti
| Squadra         | Qualificazione      | Ultima partecipazione |
| --------------- | ------------------- | --------------------- |
| Argentina       | -                   | Debutto               |
| Brasile         | -                   | Debutto               |
| Canada          | Paese organizzatore | Debutto               |
| Messico         | -                   | Debutto               |
| Rep. Dominicana | -                   | Debutto               |
| Venezuela       | -                   | Debutto               |

## Torneo

### Round-robin

#### Risultati
| 25 settembre 2012 Langley Events Centre, Langley Durata: 1h:33 - Spettatori: 150 | Rep. Dominicana | 1 - 3 | Argentina       | 15-25, 25-22, 22-25, 17-25        |
| 25 settembre 2012 Langley Events Centre, Langley Durata: 2h:01 - Spettatori: 250 | Canada          | 3 - 2 | Messico         | 20-25, 24-26, 25-18, 25-13, 15-13 |
| 26 settembre 2012 Langley Events Centre, Langley Durata: 1h:11 - Spettatori: 170 | Argentina       | 3 - 0 | Messico         | 25-16, 25-23, 25-11               |
| 26 settembre 2012 Langley Events Centre, Langley Durata: 1h:15 - Spettatori: 100 | Brasile         | 3 - 0 | Rep. Dominicana | 25-20, 25-20, 25-13               |
| 27 settembre 2012 Langley Events Centre, Langley Durata: 1h:19 - Spettatori: 150 | Brasile         | 3 - 0 | Argentina       | 25-20, 31-29, 25-18               |
| 27 settembre 2012 Langley Events Centre, Langley Durata: 1h:24 - Spettatori: 360 | Canada          | 3 - 0 | Rep. Dominicana | 25-18, 27-25, 27-25               |
| 28 settembre 2012 Langley Events Centre, Langley Durata: 1h:07 - Spettatori: 250 | Messico         | 0 - 3 | Rep. Dominicana | 19-25, 19-25, 18-25               |
| 28 settembre 2012 Langley Events Centre, Langley Durata: 2h:03 - Spettatori: 500 | Canada          | 2 - 3 | Brasile         | 19-25, 15-25, 25-21, 26-24, 14-16 |
| 29 settembre 2012 Langley Events Centre, Langley Durata: 1h:04 - Spettatori: 240 | Brasile         | 3 - 0 | Messico         | 25-10, 25-16, 25-13               |
| 29 settembre 2012 Langley Events Centre, Langley Durata: 1h:20 - Spettatori: 800 | Canada          | 0 - 3 | Argentina       | 24-26, 15-25, 23-25               |

#### Classifica
| Pos | Squadra         | Pt | G | V | P | SV | SP | Ratio | PF  | PS  | Ratio |
| --- | --------------- | -- | - | - | - | -- | -- | ----- | --- | --- | ----- |
| 1   | Brasile         | 18 | 4 | 4 | 0 | 12 | 2  | 6.000 | 342 | 258 | 1.326 |
| 2   | Argentina       | 14 | 4 | 3 | 1 | 9  | 4  | 2.500 | 315 | 272 | 1.158 |
| 3   | Canada          | 10 | 4 | 2 | 2 | 8  | 8  | 1.000 | 349 | 350 | 0.997 |
| 4   | Rep. Dominicana | 6  | 4 | 1 | 3 | 4  | 9  | 0.444 | 375 | 307 | 0.896 |
| 5   | Messico         | 2  | 4 | 0 | 4 | 2  | 12 | 0.167 | 240 | 334 | 0.719 |

### Fase finale

#### Finale 3º posto
| 30 settembre 2012 Langley Events Centre, Langley Durata: 1h:17 - Spettatori: 400 | Canada | 0 - 3 | Rep. Dominicana | 23-25, 15-25, 23-25 |

#### Finale
| 30 settembre 2012 Langley Events Centre, Langley Durata: 1h:06 - Spettatori: 500 | Brasile | 3 - 0 | Argentina | 25-18, 25-13, 25-18 |

## Classifica finale
| Pos     | Squadra         | Rosa |
| ------- | --------------- | --- |
| Oro     | Brasile         | Formazione: 1 de Souza, 3 Kock, 4 de Carvalho, 5 Barreto, 6 Hernandez, 7 Cardoso, 8 L. dos Santos, 9 Ferreira, 10 Gualberto, 11 Veloso, 13 R. dos Santos, 17 Batagim, CT: Carvalho                  |
| Argento | Argentina       | Formazione: 1 Llanos, 3 Arpajou, 4 Araya, 5 Lapera, 6 Núñez, 7 Liand, 9 Quiroga, 11 Zornetta, 12 Weber, 13 Giraudo, 15 Rodríguez, 16 Assaf, CT: Muraco                                              |
| Bronzo  | Rep. Dominicana | Formazione: 1 Campechano, 2 Castillo, 4 Hernández, 5 Vargas, 6 García, 7 Frías, 11 Segura, 12 Ponceano, 13 Alcántara, 15 Adames, CT: Vásquez                                                        |
| 4       | Canada          | Formazione: 1 Offereins, 2 Koslowsky, 6 D. Jansen Van Doorn, 8 Plocktis, 9 Kufske, 10 M. Jansen Van Doorn, 11 Wiebe, 12 Van Berkel, 13 Schmidt, 15 Sclater, 16 Thiessen, 18 Del Bianco, CT: Barthel |
| 5       | Messico         | Formazione: 1 Ayala, 2 Luna, 3 Castro, 4 Mejía, 7 López, 8 Forte, 9 Acosta, 10 Ugalde, 11 Molano, 13 A. Martínez, 15 Moraila, 18 J. Martínez, CT: Licea                                             |

## Premi individuali
| Premio                | Nome                   | Squadra   |
| --------------------- | ---------------------- | --------- |
| MVP                   | Rogério de Carvalho    | Brasile   |
| Miglior realizzatore  | Gonzalo Lapera         | Argentina |
| Miglior attaccante    | Henrique Batagim       | Brasile   |
| Miglior muro          | Daniel Jansen VanDoorn | Canada    |
| Miglior servizio      | Gonzalo Lapera         | Argentina |
| Miglior palleggiatore | Fernando Arpajou       | Argentina |
| Miglior ricevitore    | Rogério de Carvalho    | Brasile   |
| Miglior difesa        | Rogério de Carvalho    | Brasile   |
| Miglior libero        | Rogério de Carvalho    | Brasile   |